# نیوارک-آن-ترنت
latitudeنیوارک-آن-ترنتlongitudeنیوارک-آن-ترنت
نیوارک-آن-ترنت (به انگلیسی: Newark-on-Trent) یک شهرک در بریتانیا است که در انگلستان واقع شده‌است.

## خصوصیات
نیوارک-آن-ترنت ۲۵٬۳۷۶ نفر جمعیت دارد.

## خواهرخوانده
شهرهای Saint-Cyr-sur-Loire، Sandomierz و امندینگن خواهرخوانده‌های نیوارک-آن-ترنت هستند.